# Saint-Julien-sur-Dheune
Saint-Julien-sur-Dheune is een gemeente in het Franse departement Saône-et-Loire (regio Bourgogne-Franche-Comté) en telt 233 inwoners (2005). De plaats maakt deel uit van het arrondissement Chalon-sur-Saône.

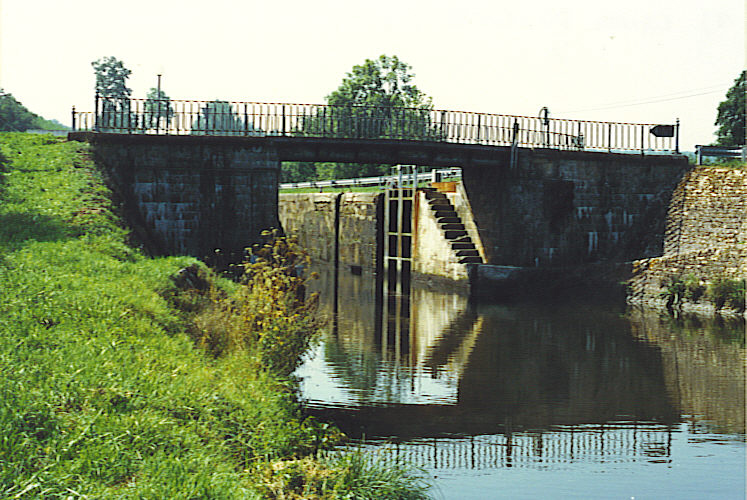
Brug over sluis in het kanaal

## Geografie
De oppervlakte van Saint-Julien-sur-Dheune bedraagt 5,3 km², de bevolkingsdichtheid is 44,0 inwoners per km².
Het Canal du Centre loopt door de plaats.

### Kaart van gemeenten
De onderstaande kaart toont de ligging van Saint-Julien-sur-Dheune met de belangrijkste infrastructuur en aangrenzende gemeenten.

## Demografie
Onderstaande figuur toont het verloop van het inwonertal (bron: INSEE-tellingen).

1. ↑  Populations de référence 2022.